# Unravel
Unravel (deutsch: entwirren oder entknoten) ist ein 2016 erschienenes Videospiel, das vom schwedischen Entwicklerstudio Coldwood Interactive entwickelt und von Electronic Arts verlegt wurde. Erstmals der Öffentlichkeit vorgestellt wurde das Spiel am 15. Juni 2015 bei der Electronic Entertainment Expo, und schließlich am 9. Februar 2016 veröffentlicht.
Von Kritikern wurde das Spiel, ein Jump ’n’ Run mit zahlreichen Geschicklichkeits- und Puzzle-Einlagen, in dem ein anthropomorphes Wesen aus Garn namens Yarny (vom Englischen yarn für Garn) gesteuert wird, sehr wohlwollend aufgenommen.
Im Mai 2016 wurde erstmals ein Nachfolger angekündigt. Im Rahmen der E3 2018 wurde der Nachfolger Unravel Two am 9. Juni 2018 vorgestellt und sogleich veröffentlicht. Neu ist dabei ein Koop-Modus. Als „Yarny Bundle“ wurden beide Teile am 7. Dezember 2018 als Disc-Version für PlayStation 4 und Xbox One veröffentlicht.

## Entwicklung
Laut Creative Director Sahlin stand hinter Unravel die Absicht, die Spieler emotional zu berühren, sowie eine Botschaft zu vermitteln. Frühere Spiele des Studios dienten vor allem dazu, dieses finanziell am Leben zu erhalten. Auch der vorherige Titel „The Fight“ verkaufte sich zwar passabel, blieb für die Entwickler inhaltlich jedoch unbefriedigend, da er nicht die gewünschte Tiefe und Sinn enthielt. Über Unravel äußerte sich Sahlin:

„Je länger ich daran arbeitete, desto mehr wurde mir klar, dass auch andere Menschen einen Sinn daraus ziehen könnten. [...] Man beginnt bei sich selbst und versucht irgendwann, so viele Leute wie möglich einzubeziehen. Man will, dass es etwas Persönliches ist, aber unterm Strich will man auch, dass es eine persönliche Erfahrung für alle anderen ist, die es spielen“

Yarny, die spielbare Garnfigur stehe für die Beziehungen der Menschen untereinander. Eine genaue Interpretation der Handlung überlassen die Entwickler bewusst dem Spieler. Auch die Heimat Sahlins, der Norden Schwedens, speziell die Gegend um Umeå, spielten eine starke Rolle bei der Entwicklung und der Gestaltung der Spielabschnitte.

## Gameplay
Das Spiel erscheint als 2D-Jump ’n’ Run, wobei es optisch mitunter mit Yoshi’s Woolly World oder LittleBigPlanet verglichen wurde, spielerisch jedoch mehr mit Limbo, aufgrund des hohen Anteils an Physikrätseln und Geschicklichkeitseinlagen. Die Eigenheiten der Spielfigur als Garnwesen werden entsprechend genutzt. Um in den jeweiligen zehn Spielabschnitten (Levels), die sich in Landschaften und Jahreszeiten unterscheiden, voranzukommen, nutzt Yarny sein Garn etwa als Lasso, Kletterseil, zum Greifen, Schwingen und Ziehen oder zum Erbauen von Brücken und Trampolinen. Da sich dieser dadurch selbst jedoch immer weiter aufrollt, muss darauf geachtet werden, dass ihm sein Garn nicht ausgeht, das nur an bestimmten Stellen ergänzt werden kann. Die Physik- und Kombinationsrätsel entsprechen dem jeweiligen Kontext und dienen dazu, ein weiteres Vorankommen zu ermöglichen, wozu die Fähigkeiten der Spielfigur, wie auch die Ausnutzung der Umgebung vonnöten sind. Zusätzlich bietet jedes Level fünf sammelbare Geheimnisse, in Form von Knöpfen.

## Handlung
Das Spiel beginnt im Haus einer alten Frau, die einsam und verbittert erscheint. Beim Griff nach Garn entgleitet ihr ein Ballen, aus dem sich die Spielfigur Yarny entwickelt. Dessen Anliegen ist es nun, der alten Frau ihre Erinnerungen zurückzubringen. Yarny springt nun durch das Haus und durch wenige Bilder gelangt dieser in die Erinnerungen der alten Frau, um darin kleine rote Garnfiguren zu sammeln. Diese füllen dann ein, anfangs leeres, Fotoalbum. Neben schönen Erinnerungen, wie an Familienausflüge und andere schöne Momente, wird Yarny dabei auch mit Tod und Vergänglichkeit konfrontiert.

## Rezeption
Tobias Veltin von der GamePro sieht in Unravel eines der „aktuell schönsten Spiele überhaupt“ und lobt die „großartigen, wie gefühlvollen Musikstücke“, sowie die „wunderschöne Botschaft“ des Spieles.

„Unravel hat mich verzaubert und einen bestimmten Nerv bei mir getroffen. Dabei ist es weniger die reine Spielmechanik, denn die ist mit den Hüpfereien und Rätseleinlagen sicherlich nicht sonderlich originell. Es ist vielmehr das rote Wollbündel selbst, denn anhand kleiner Animationen oder seinem Gesichtsausdruck kann ich Yarny fast immer ansehen, wie es ihm geht. Zusammen mit seiner edlen Mission macht das das Kerlchen für mich greifbarer und sympathischer als manch tief gezeichnete Rollenspielfigur. Dazu diese meiner Meinung nach fantastische Optik, die ihre Bildgewalt vor allem aus Details zieht.“